# Houthi's
De Ansar Allah (Arabisch: أنصار الله, geromaniseerd: Anṣār Allāh; 'helpers van God'), beter bekend onder de naam Houthi's (Arabisch: الحوثيون, geromaniseerd: al-Ḥūthīyūn), zijn een rebellengroepering van sjiitische (zaiditische) strekking in Jemen. De naam Houthi's is afkomstig van een machtige lokale stam, waarvan leden prominente posities in de beweging innemen. Ze beschouwen zichzelf als directe nakomelingen van de profeet Mohammed. De groepering is sinds 1992 actief en beheerst een deel van het noorden van Jemen en de provincie Sa'da.
Tussen 2004 en 2010 vochten de Houthi’s oorlogen uit met de centrale regering van Jemen. Daarbij werd een kwart miljoen Jemenieten uit hun woongebieden verdreven. Ook buurland Saoedi-Arabië mengde zich in die strijd, waarin meer dan 130 Saoedische militairen sneuvelden. De beweging wordt naar verluidt ondersteund door (het eveneens sjiitische, weliswaar twaalvers) Iran en de Libanese militie Hezbollah. De Houthi's maken deel uit van de door Iran geleide politieke en militaire coalitie genaamd de As van het Verzet, waar tevens Iran zelf, Hezbollah en Hamas deel van uitmaken. Tot 2024 behoorde Syrië onder het bewind van Assad ook tot deze coalitie.

## Geschiedenis
Vóór de stichting van de republiek Noord-Jemen in 1962 was er een imamaat, het Mutawakkilitisch Koninkrijk Jemen. Dit was een door een zaiditische imam-koning geregeerd theocratisch, conservatief en feodaal koninkrijk. Dit koninkrijk werd in 1962 omvergeworpen door een militaire staatsgreep van Arabisch-nationalistische legerofficieren, waar ook een jonge Ali Abdullah Saleh bij betrokken was. Dit leidde tot een burgeroorlog tussen nationalisten en monarchisten die duurde tot 1970, waarop in 1971 de republiek werd uitgeroepen. Hierin ging Saleh meer en meer een dominante rol spelen. Zijn bewind werd gekenmerkt door enorme corruptie. 
Saleh was weliswaar zelf van zaidi-afkomst maar hing seculier Arabisch nationalisme aan, en had een rol gespeeld bij het omverwerpen van de laatste zaidi-staat. Hij was derhalve niet geneigd de zaidi's veel tegemoet te komen.
Mettertijd werden de zaidi's economisch meer en meer gemarginaliseerd, zeker toen Noord-Jemen samenging met Zuid-Jemen onder het presidentschap van Saleh. Door de energie, aandacht, hulpbronnen en investeringen die besteed moesten worden aan integratie van het zuiden bleef er nog minder over voor de zaidi's. De economie was al verzwakt door corruptie en kreeg bovendien een enorme tik toen Saoedi-Arabië in 1991 alle Jemenitische gastarbeiders uitwees als represaille voor het Jemenitisch veto in de Veiligheidsraad tegen het optreden tegen Irak. Toetreding van seculiere Zuid-Jemenieten tot de regering betekende nog minder aandacht voor godsdienstige gevoelens van de zaidi's. Gecombineerd met de corruptie, stijgende brandstofprijzen en economische moeilijkheden ligt hierin de achterliggende reden voor de Houthi-opstand.
De beweging werd in 1992 gesticht onder de naam Gelovige Jeugd als een zaiditische revival-beweging, die onder andere zomerkampen voor de jeugd organiseerde. De beweging zou bekendstaan als relatief tolerant, maar radicaliseerde na de Amerikaanse inval in Irak in 2003, waarop leden begonnen met demonstraties en massabijeenkomsten waarbij ze in botsing met de politie kwamen. Hierbij werden anti-Amerikaanse en anti-Joodse slogans geroepen. Toen Hussein Badreddin al-Houthi een uitnodiging tot een dialoog van president Saleh afwees en de overheid hem wilde arresteren, riep al-Houthi zijn volgelingen op tot openlijke opstand. Toen hij zelf in 2004 sneuvelde, kwam als eerbetoon de bijnaam 'Houthi's' in zwang.
Toen in 2011 de Jemenitische Revolutie uitbrak als onderdeel van de Arabische Lente, namen de Houthi's deel aan de protesten en de daaropvolgende onderhandelingen. Zij waren het niet eens met de immuniteit die Saleh zou krijgen indien hij aftrad.
Naarmate de revolutie voortduurde verzwakte de regering verder, waarvan de Houthi's in 2011 en 2012 gebruikmaakten om meer gebied te bezetten. In mei van 2012 hadden ze het merendeel van de gouvernementen Saada, Al Jawf, en Hajjah in handen, wat hen een gunstige positie verschafte om eventueel Sanaa in te nemen. Ondertussen breidden ook salafistische rebellen (Al Qaida op het Arabisch Schiereiland, Ansar al-Sharia en later ook Islamitische Staat) hun invloed gestadig uit. Hierop verbreedden de Houthi's hun doelstellingen tot het beschermen van de zaidistische minderheid tegen de salafisten, temeer daar Saleh AQAP zijn gang had laten gaan om de socialistische oppositie in het zuiden te onderdrukken. Ook de Zuidelijke Beweging die een afscheiding van Zuid-Jemen wil, begon enigszins terrein te winnen. Een andere partij wordt gevormd door aanhangers van ex-president Saleh die een gelegenheidsverbond met de Houthi's lijken te hebben gesloten. De toestand escaleerde de facto tot een meervoudige burgeroorlog met zes fracties (regering, Houthi's, Saleh-aanhangers, Zuidelijke Beweging, AQAS en IS): de Jemenitische Crisis. De Houthi's zagen hun aantal gewapende strijders toenemen van enkele duizenden tot meer dan 100.000.

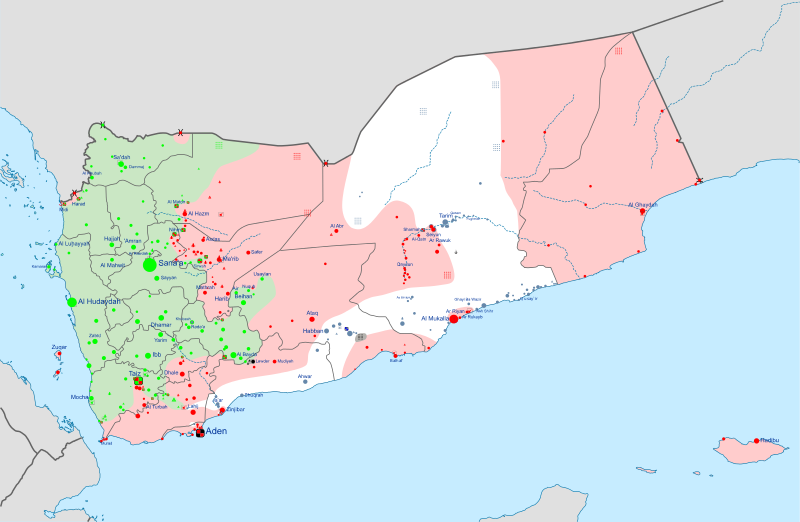
In handen van het Revolutionair Comité (onder andere Houthi's)
In handen van de Hadi regering en de Zuidelijke Beweging
In handen van Al Qaida/Ansar al-Sharia

### Burgeroorlog
Sinds november 2013 zijn de gevechten tussen de Houthi's en salafistische groepen en wahabieten weer opgelaaid in Jemen. Ook het verzet tegen de regering van Jemen groeide. Op 20 januari 2015 vielen Houthi's het presidentiële paleis aan in Sanaa, waar zij president Abd Rabbuh Mansur Al-Hadi onder druk zetten om af te treden. Dat deed hij op 22 januari 2015. De Houthi's trachtten hierop een eigen president naar voren te schuiven en een nieuwe regering te vormen. Veel partijen weigerden echter zich aan de onderhandelingstafel te melden en Al-Hadi ontvluchtte de stad naar Aden. Hier verkondigde hij nog steeds rechtmatig president van Jemen te zijn en de Houthi-regering niet te erkennen. Salafistische groeperingen reageerden met bomaanslagen op Houthi's en zaiditische moskeeën, zoals de driedubbele bomaanslag op 20 maart 2015 waarbij 140 doden vielen.
Op 25 maart 2015 bereikten de Houthi's tot op 30 kilometer de havenstad Aden, waarop Al-Hadi het land ontvluchtte om in Saoedi-Arabië politiek asiel te krijgen. Op 25 maart 2015 begonnen Saoedi-Arabië en andere soennitische landen uit Noord-Afrika, Zuid-Azië en het Midden-Oosten aan een militaire campagne tegen de Houthi's.
Hoewel de Houthi's de luchthaven en delen van Aden wisten te veroveren, konden de troepen van Al-Hadi met luchtsteun van de coalitie het tij keren en de slag om Aden winnen. De Houthi's werden teruggedreven en in augustus 2015 zag het er zelfs naar uit dat Al-Hadi's troepen Sanaa zouden heroveren. Zover kwam het echter ook niet: in hun offensief hadden de troepen van Al-Hadi nagelaten Aden afdoende te beveiligen, waardoor jihadistische opstandelingen hun kans schoon zagen en wijken begonnen in te nemen. Dit dwong Al-Hadi zijn offensief tegen de Houthi's te staken, waarop de Houthi's een deel van het verloren gebied heroverden. Eind 2015 leken de fronten zich te hebben gestabiliseerd. De Houthi's beheersten nu ruwweg het voormalige Noord-Jemen, ruim de helft van de Jemenitische bevolking omvattend.
Eind 2017 viel de gelegenheidsalliantie tussen ex-president Saleh en de Houthi's uit elkaar. Begin december 2017 verklaarde Saleh zich bereid tot onderhandelingen met Saudi-Arabië en hij zou volgens de Houthi's achter hun rug ook met Jordanië en Rusland hebben onderhandeld. De Houthi's raakten slaags met Saleh's troepen. Op 4 december 2017 werd Saleh op de vlucht gedood door Houthi's.
De burgeroorlog duurt tot op heden voort. Er is inmiddels sprake van een gefragmenteerde oorlog met vele strijdende partijen en zelfs buitenlandse partijen. Er is echter ook sprake van een vastgelopen conflict. De coalitie en de regering waarmee de Zuidelijke Beweging zich inmiddels heeft verzoend, kunnen de Houthi's wel tegenhouden maar niet verslaan. De Houthi's kunnen het voormalige Noord-Jemen consolideren maar hebben grote moeite hun invloed daarbuiten uit te breiden. Al Qaida en ISIS maken dankbaar gebruik van het Jemenitische machtsvacuüm.

### Crisis in de Rode Zee (2024-heden)
Op 7 oktober 2023 deed de Palestijnse beweging Hamas een verrassingsaanval op Israël, dat reageerde met een oorlog op de Gazastrook waar Hamas gehuisvest is. 
Ter ondersteuning van Hamas begon de Houthi-beweging op 19 oktober 2023 een reeks aanvallen, gericht op Zuid-Israël en op vrachtschepen in de Rode Zee waarvan het beweerde dat ze verbonden waren met Israël, hoewel sommige schepen zonder duidelijke link met Israël ook het doelwit waren. De Rode Zee is een van de belangrijkste scheepvaartroutes voor de wereldhandel. Om de schepen te beschermen, vielen de Verenigde Staten en het Verenigd Koninkrijk sinds januari 2024 doelen van Houthi-rebellen aan in Jemen. Op 28 februari 2024 waren al 230 doelen aangevallen, en half april 2025 stond de teller op 350, na voortdurende bombardementen, met tientallen burgerdoden tot gevolg.
Deze crisis in de Rode Zee, wordt soms omschreven als een proxy-oorlog tussen de Verenigde Staten en Iran, dat de Houthi's ondersteunt. Voor Iran is het een manier om de economie van zijn aartsvijanden te verstoren zonder zelf bij krijgshandelingen betrokken te raken. Voor de Houthi's is het een manier om sympathie onder de brede Jemenitische bevolking te creëren, in bredere zin ook onder niet-zaidi's en in de bredere Arabische wereld. De beweging probeert op deze wijze nationaal en internationaal legitimiteit op te bouwen, en intern de aandacht af te leiden van de onder hun bestuur heersende economische problemen.

## Ideologie
De Houthi-beweging wil de identiteit van de zaidi's beschermen en vecht tegen het uitbreidende salafisme in Jemen. De Jemenitische regering beschuldigt de Houthi's er echter van nu juist met de salafisten gemene zaak te maken, terwijl de Houthi's de regering van hetzelfde beschuldigen.
De beweging wordt door de centrale regering van Jemen ervan beschuldigd door Iran te worden gesteund en zaidistische religieuze gebruiken aan de bevolking (inclusief niet-zaidi's) op te dringen, en wordt soms zelfs vergeleken met de Taliban. Vrouwen, niet-moslims en lhbtq-ers worden gediscrimineerd (hoewel in mindere mate dan in de door salafisten beheerste gebieden, en er is zelfs sprake van vluchtelingen uit deze categorieën van de door salafisten beheerste gebieden naar de Houthi's), en oppositie en kritiek wordt met harde hand neergeslagen. De beweging ontkent dat. Er is sprake van schaarste en wanbeleid in het door Houthi's beheerste gebied.
De beweging heeft soennieten gediscrimineerd maar ook met hen samengewerkt; er is ook sprake van toetreding van soennieten tot het leger van de Houthi's. Een deel van de soennieten ziet de Houthi's als een bondgenoot of ten minste als het minste kwaad vergeleken met de regering en de salafisten. Anderen, waaronder ook een deel van de zaidi's, zien de beweging als een proxy van Iran en willen hier niets mee te maken hebben.
Een sjiitische islamitische republiek zoals in Iran werd door zegsman Hassan al-Homran in een interview verworpen als irrealistisch, alleen al omdat de zaidi's hier de demografische basis niet voor hebben. De slogans op de vlag zouden aldus ook moeten worden gezien als gericht tegen de regering en niet tegen de volkeren of personen. Ali al-Bukhayti, een andere zegsman, verklaarde in een ander interview dat de beweging helemaal niemand de dood toewenst, maar dat deze zich keert tegen buitenlandse interventie. Toch werden de ca. 100 Jemenitische joden (een restant van de Jemenitische joodse gemeenschap die ooit duizenden personen telde) in Sanaa nog regelmatig door Houthi's lastiggevallen, en zijn zij op één enkeling na allemaal door deze incidenten en de burgeroorlog naar Israël vertrokken. Ook is de beweging beschuldigd van vervolging van bahai.
De beweging zegt verder te strijden voor een einde aan de Westerse en vooral Amerikaanse bemoeienis met Jemen, een eind aan willekeur en corruptie, en brood en werk voor de gewone Jemeniet. In het algemeen lijkt de beweging een opportunistische strategie te volgen. De ideologie van de beweging kan worden samengevat als zaidisme, islamisme, Jemenitisch en Arabisch nationalisme, populisme en big tent ideologie.

## Syrische Burgeroorlog
Er zouden ongeveer 200 Houthi's hebben meegevochten aan de zijde van Bashar al-Assad tijdens de Syrische Burgeroorlog.